# 관광진흥개발기금관리단
관광진흥개발기금관리단(觀光振興開發基金管理團)은 관광진흥개발기금의 효율적 관리와 운용을 위해 대한민국 문화체육관광부에서 설립한 기관이다. 기금 운영의 효율성 및 전문성을 위해 민간전문가를 고용하여 운영하고 있으나, 2015년 기준 관광진흥개발기금은 약 215억원 규모이며 수익률은 약 1.35%에 불과하다. 세종특별자치시 다솜2로 94 정부세종청사에 있다.

## 설립 근거
- 관광진흥개발기금법[6]
  - 관광진흥개발기금법 시행령[7]
    - 관광진흥개발기금 관리단 운영규정[8]

## 연혁
- 2004년 6월 10일 관광진흥개발기금관리단 설치

## 주요 업무
- 기금운용계획 및 변경계획 수립
- 기금 수입 징수, 융자·경상보조사업 지출 및 결산
- 기금사업 관련 DB구축 및 관리
- 기금의 중장기 운용계획 수립을 위한 기초자료 조사
- 외래관광객 유치확대와 국민관광활성화를 위한 사업개발 및 지원
- 기타 기금설치목적을 달성하는데 필요한 사업
- 기금자산 및 사업성 대기자금 관리·운용
- 금리, 주식, 채권 등 금융환경 및 관광환경 분석 연구
- 기금 사업 평가 및 운용실적 보고서 작성
- 관광사업자에 대한 융자 및 보조사업 성과 분석
- 기타 기금의 효율적 운용을 위해 필요한 사업

## 조직

### 관광진흥개발기금관리단장
- 기금관리팀
- 기금평가운용팀

## 같이 보기
- 한국관광공사
- 한국관광협회중앙회
- 한국문화관광연구원
- 한국관광통역안내사협회